# 레인 피플
《레인 피플》(영어: The Rain People)은 1969년에 개봉한 미국의 로드 드라마 영화이다.

## 출연진
- 셜리 나이트 - 내털리 러베나 역
- 제임스 칸 - 지미 “킬러” 킬개넌 역
- 로버트 듀발 - 고든 역
- 마리아 지밋 - 로절리 역
- 톰 올드리지 - 앨프리드 씨 역
- 로라 크루스 - 엘런 역
- 앤드루 덩컨 - 아티 역
- 마거릿 페어차일드 - 매리언 역
- 샐리 그레이시 - 베스 역
- 앨런 맨슨 - 루 역
- 로버트 모디카 - 비니 러베나 역
- 엘리너 코폴라 - 고든의 아내 역 (크레디트 미기재)

## 우리말 녹음
KBS 성우진 (1992년 12월 13일)
- 오세홍 - 킬러(제임스 칸)
- 윤소라 - 내털리(셜리 나이트)
- 이완호 - 고든(로버트 듀발)
- 강연숙 - 내털리의 엄마(샐리 그레이시)
- 김정호 - 내털리의 아버지(앨런 맨슨)
- 박은숙 - 엘런(로라 크루스)
- 장정진 - 아티(앤드루 덩컨)
- 이윤선 - 내털리의 남편(로버트 모디카)
- 김익태 - 앨프리드(톰 올드리지)
- 김옥경 - 고든의 딸(마리아 지밋)
- 홍승섭 - 정류장 안내방송